# Classic Hot Tuna Electric
Classic Hot Tuna Electric è un album degli Hot Tuna pubblicato nel 1996.

## Tracce
1. Intro by Bill Graham" / "Never Happen No More (Blind Blake) – 6:24
2. Candy Man (Rev. Gary Davis) – 5:56
3. Keep Your Lamps Trimmed & Burning (Davis) – 7:39
4. Uncle Sam Blues (Brano tradizionale) – 5:40
5. John's Other (Papa John Creach) – 6:00
6. Rock Me Baby (Brano tradizionale) – 8:30
7. I Know You Rider (Brano tradizionale) – 7:28
8. Come Back Baby (Lightning Hopkins) – 9:14

## Formazione
- Jorma Kaukonen – chitarra, voce
- Jack Casady – basso elettrico
- Papa John Creach – violino
- Sammy Piazza – batteria